# Neuville-sur-Ornain
Neuville-sur-Ornain – miejscowość i gmina we Francji, w regionie Grand Est, w departamencie Moza.
Według danych na rok 1990 gminę zamieszkiwały 423 osoby, a gęstość zaludnienia wynosiła 36 osób/km² (wśród 2335 gmin Lotaryngii Neuville-sur-Ornain plasuje się na 646. miejscu pod względem liczby ludności, natomiast pod względem powierzchni na miejscu 491.).